# Datis nuperrime
Die Enzyklika Datis nuperrime, vom 1. November 1956, wird von Papst Pius XII. nur wenige Tage nach der Veröffentlichung der Enzyklika Luctuosissimi eventus herausgegeben. Das erneute Rundschreiben ist eine „Wehklage über die sorgenvollen Ereignisse in Ungarn und eine Verurteilung des unbarmherzigen Einsatzes von Streitkräften“.
Der Wunsch nach Frieden und Freiheit habe sich in Ungarn (Anmerkung: Ungarischer Volksaufstand) nicht erfüllt, klagte Pius XII., stattdessen habe sich das Blutvergießen in den Städten und Dörfern Ungarns verbreitet, diese Bluttat habe nun erneut zu einer Versklavung durch die Macht ausländischer bewaffneter Mächte geführt. Der Papst bedauere seine Hilflosigkeit, er könne diese Ereignisse nur bedauern und verdammen. Alle Katholiken und freien Völker erfülle die Unterdrückung mit tiefster Trauer und Entrüstung.
Blutvergießen und Gewalt würden zu keinem Frieden führen und würden niemals toleriert werden können. Im Gegenteil, er ermahne alle Menschen, in allen Klassen und Gesellschaften, zum Frieden auf der Basis von Gerechtigkeit, Freiheit und Liebe zurückzukehren. Pius XII. vergleicht diese Gewalttaten, an dem ungarischen Volk, mit dem Brudermord aus dem Alten Testament, denn die Worte: „Was hast du getan? Die Stimme des Blutes deines Bruders schreit zu mir vom Erdboden hervor“ (Gen. 4,10) seien am heutigen Tage relevant.